# Massala insularis
Massala insularis är en fjärilsart som beskrevs av Heinrich Benno Möschler 1890. Massala insularis ingår i släktet Massala och familjen nattflyn. Inga underarter finns listade i Catalogue of Life.